# 澳大利亞管理研究所
澳洲管理研究所（Australian Graduate School of Management，簡稱AGSM）是從屬於新南威爾士大學（UNSW）的新南威爾斯大學商學院（UNSW Business School）的企管教育機構。它位於澳洲新南威爾士州悉尼，曾是當地的兩大學府：新南威爾士大學（UNSW）及雪梨大學所集資經營的管理學院。兩所大學本來都有各自的管理學院，及至1999年1月，為加強亞太區及全球教育市場上的競爭力，兩校決定合力經營商業管理教育，遂將兩校的企業管理研究所合一。2005年11月，悉尼大學宣布退出AGSM，目前AGSM由UNSW全資擁有。
其企業管理碩士（MBA）學位課程曾獲英國《金融時報》世界MBA前100大排名評為澳洲第一，全球第四十八。課程已連續七年在此排名位列首五十名內。

## 沿革
請參考新南威爾斯大學商學院

## 課程
1. 工商管理碩士 （页面存档备份，存于）（雪梨：全日）
2. 高階工商管理碩士 （页面存档备份，存于）（阿德雷得、布里斯本、坎培拉、墨爾本、伯斯；悉尼有5處授課地點：夜間和週末進修）
3. 企業變革管理 學士後進修證書 （页面存档备份，存于）（線上課程）
4. 工商管理碩士／法學碩士（為法律專業人士進修所設立的專門學程）
5. 工商管理碩士 （页面存档备份，存于）（香港：夜間和週末進修）
6. 其餘高階課程 （页面存档备份，存于）（短期、客製）

## 地址
|  | Australian Graduate School of Management University of New South Wales Gate 11, Botany Street Randwick NSW 2031 AUSTRALIA |

## 外部連結
- AGSM官方網站 （页面存档备份，存于）